# Califato fatimí
El Califato fatimí (en árabe: الخلافة الفاطمیّة‎, romanizado: al-Khilāfat al-Fāṭimiyya; también califato de Egipto o Imperio fatimí; en árabe: الفاطميون‎ al-Fāṭimiyyūn) fue el cuarto califato islámico, existente entre los siglos X y XII, bajo el gobierno de los fatimíes. Fue así el único califato chií de toda la historia —ismailita, concretamente—. Dominó una extensa área del norte de África y Asia Occidental, desde el Mediterráneo occidental en el oeste hasta el Mar Rojo en el este, entre los años 909 y 1171. Los fatimíes trazaban su ascendencia hasta Fátima—la hija del profeta islámico Mahoma—y su esposo Ali, el primer imán chiita. Los fatimíes fueron reconocidos como los imanes legítimos por diferentes comunidades ismailíes así como por denominaciones en muchas otras tierras musulmanas y regiones adyacentes.  Teniendo su origen durante el califato abasí, los fatimíes inicialmente conquistaron Ifriquía (aproximadamente las actuales Túnez y nordeste de Argelia). Luego, la dinastía controló la costa mediterránea de África y convirtió Egipto en el centro de su califato en la segunda mitad del siglo x. En su apogeo, el califato incluía, además de Egipto, parte del Magreb, Sudán, Sicilia, el Levante mediterráneo y la región de Hiyaz.
Entre 902 y 909, se fundó el estado fatimí bajo el liderazgo del da'i (misionero) Abu Abdallah, cuya conquista de la Ifriquía aglabí con la ayuda de fuerzas de los kutama, una tribu bereber, allanó el camino para el establecimiento del califato. Tras la conquista, Abdullah al-Mahdi Billah fue rescatado de Siyilmasa y aceptado como imán del movimiento, convirtiéndose en el primer califa y fundador de la dinastía en 909.  En 921, se estableció la ciudad de al-Mahdiyya (actual Mahdía) como capital. En 948, trasladaron su capital a al-Mansuriya, cerca de Cairuán. En 969, durante el reinado de al-Mu'izz, conquistaron Egipto, y en 973, el califato se trasladó a la recién fundada capital fatimí, El Cairo. Egipto se convirtió en el centro político, cultural y religioso del imperio y desarrolló una nueva «cultura árabe autóctona». Tras sus conquistas iniciales, el califato a menudo permitió cierta tolerancia religiosa hacia sectas no chiitas del islam, así como hacia judíos y cristianos. Sin embargo, sus líderes lograron escaso progreso a la hora de persuadir a la población egipcia a adoptar sus creencias religiosas.
Tras los reinados de al-'Aziz y al-Hákim, el largo reinado de al-Mustansir consolidó un régimen en el que el califa se mantuvo al margen de los asuntos de Estado y los visires adquirieron mayor importancia.  El faccionalismo político y étnico al interior del ejército condujo a una guerra civil en la década de 1060, que amenazó la supervivencia del imperio.  Tras un periodo de resurgimiento durante el mandato del visir Badr al-Jamali, el califato fatimí decayó rápidamente a finales del siglo XI y durante el siglo XII.  Además de las dificultades internas, el califato se vio debilitado por la invasión de los turcos selyúcidas en Siria en la década de 1070 y la llegada de los cruzados al Levante en 1097.  En 1171, Saladino abolió el gobierno de la dinastía y fundó la dinastía ayubí, que incorporó a Egipto nuevamente a la esfera nominal de autoridad del califato abasí.

## Historia

### Orígenes: la rebelión de los fatimíes

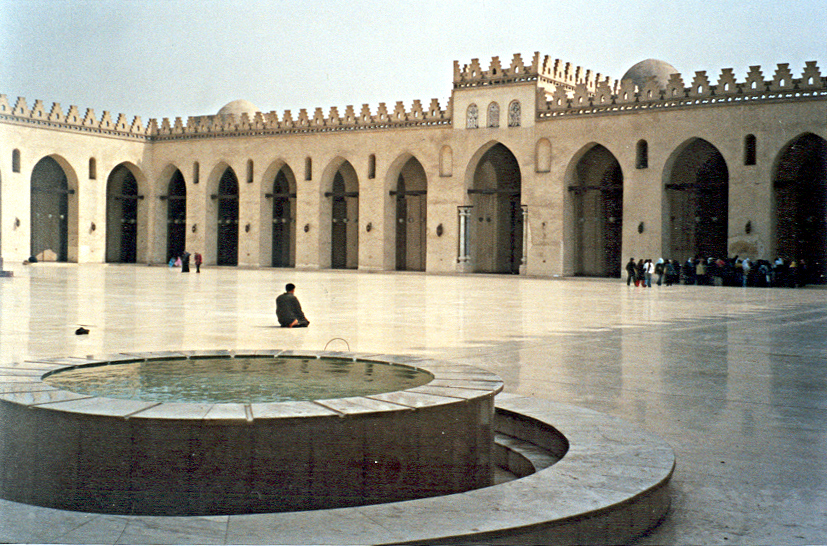
Mezquita de al-Hâkim en El Cairo. Comenzada bajo el reino de al-Azîz Billâh, se terminó en 1013, bajo el reinado de su hijo al-Hâkim, cuyo nombre lleva.

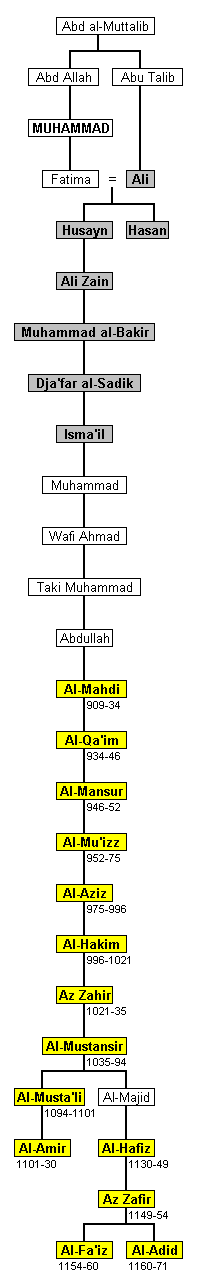
Árbol genealógico de los califas fatimíes (en amarillo). También se muestra su supuesto parentesco con los siete imanes ismailíes (en gris) y con el profeta Mahoma (en mayúsculas).

La ideología religiosa del Califato fatimí tuvo su origen en un movimiento chií ismailita. El surgimiento de la dinastía se debió al éxito de la prédica de un proselitista chiita a finales del siglo IX, Abu Abd Allah, que se estableció entre los bereberes kutama en el año 893, a algunos de los cuales había conocido en La Meca. Los kutama, montañeses de la Pequeña Cabilia, fueron el núcleo de las primeras fuerzas militares fatimíes, y el sostén de la dinastía hasta su desaparición.
Los fatimíes afirmaban descender de la hija del profeta Mahoma, Fátima y de su primo, yerno y cuarto califa del islam, Alí. Tanto por su ascendencia como por gracia divina, proclamaban ser imanes, gobernantes infalibles guiados por Alá. Como tales, pretendían acabar con la dinastía abasí, a la que tildaban de impostora y de querer imponer su autoridad al mundo entero. Eran también enemigos de los omeyas, que reinaban aún en la península ibérica.
Argelia produjo la dinastía nativa de los fatimíes, entre la tribu de los Kutama, en 899 Ubayd Allah al-Mahdi Billah, el undécimo imán, se convirtió en el caudillo del movimiento. Sus partidarios, comenzaron por debilitar el decadente emirato aglabí en el 893. Ese año en propagandista chií Abu Abd Allah se asentó entre los kutamas en el pueblo de Ikchan, donde apenas se reconocía ya la autoridad de los aglabíes. Al-Mahdi obtuvo el apoyo de Abu Abdallah al-Chií. Los kutamas se jactaban de su país, situado en el oeste de Ifriqiya (hoy parte de Argelia), de su hostilidad hacia los abasíes y de su total independencia de los emires aglabíes. Los campesinos bereberes, que habían sido oprimidos durante décadas por el corrupto gobierno aglabí, mostraron ser una base perfecta para la sedición. Al-Chií alzó la Pequeña Cabilia contra los aglabíes a los pocos años de comenzar su prédica. Enseguida, comenzó la conquista de ciudades de la región, al derrotar a las fuerzas aglabíes: primero Mila, a continuación, Sétif, Kairuán (marzo del 909), y finalmente Raqqada, la capital aglabí. Las antiguas fortalezas bizantinas de Tobna, Belezna, Bagay y Tebessa, que debían haber protegido la Ifriqiya del avance fatimí, no pudieron impedir la conquista.
Abu Abd Allah llamó a Ubaid Allah tras las primeras victorias sobre los aglabíes. Este abandonó el Oriente Próximo y cruzó Egipto, Libia e Ifriqiya y en vez de reunirse con Abu Abd Allah, fue a Siyilmasa, capital del señorío midrarí de los oasis de Tafilete. Comenzó a hacer proselitismo con el pretexto de ser un comerciante, pero fue encarcelado el emir, que lo consideró subversivo. Ubaid Allah y su hijo habían hecho su camino a Siyilmasa, huyendo de la persecución de los abasíes, que encontraron sus creencias ismailíes no solo poco ortodoxas, sino también una amenaza para la situación de su califato. Según la leyenda, Ubaid Allah y su hijo estaban cumpliendo una profecía de que el Mahdi vendría de Mesopotamia a Siyilmasa.
Al-Chií envió un ejército hacia el oeste, se apoderó de la capital rustumí de Tiaret y luego de Siyilmasa, donde se hallaba cautivo Ubayd Allah. El señor midrarí de Siyilmasa fue vencido ante las murallas de su ciudad. Después de obtener la libertad, Ubaid Allah se convirtió en el caudillo del nuevo Estado y asumió el cargo de imán y califa en Kairuán el 5 de enero del 910 y se proclamó mahdi. Mientras, la población de Siyilmasa asesinó a la guarnición kutama que había quedado para guardar la ciudad y devolvió el poder a los midraríes.
Ubaidalah aplastó los conatos de revuelta de los kutamíes y, en enero del 911, ajustició al mismísimo al-Chií al que debía su libertad. La ejecución de este suscitó el disgusto de los kutamíes. Ubayd Allah hubo de enviar en el 912 un ejército contra los cenetes del Magreb central, que se habían rebelado, y recobrar Tahart, que había perdido temporalmente.
Una nueva capital se estableció en Mahdía (al-Mahdiyya) en el 916, pues Ubaidalah no se sentía muy seguro en Kairuán. Las obras de la nueva y estratégica ciudad, de gran importancia naval, habían comenzado tres años antes. Mahdía contaba con almacenes para la flota —heredada de los aglabíes y reforzada— y astilleros, además de un castillo que la protegía.

### En el Magreb y en Egipto

#### Periodo magrebí

##### Al-Mahdi
El ajusticiamiento de Al-Chií generó un intenso descontento entre los kutama. Al año siguiente (912), se desató una rebelión en Trípoli, que contaba con su propia escuadra, que batió a los quince navíos enviados por Al-Mahdi para sofocar el alzamiento. Un año más tarde, el grueso de la flota fue destruido por el gobernador de Sicilia, que también se había rebelado contra Al-Mahdi. El siciliano atacó por sorpresa las naves del califa en Lamta y las incendió. Posteriormente, sin embargo, los fatimíes lograron vencer a los sicilianos. Estos reveses impidieron que la armada participase con grandes fuerzas en la primera invasión de Egipto, acometida en el 914 pese a la oposición del heredero Al-Qa'im, que creía la empresa precipitada dada la situación de crisis en la que se hallaba el califato.
Los intentos de expansión hacia el este comenzaron pronto: a finales de enero del 914 partió hacia Egipto el primer ejército fatimí para conquistarlo. El jefe de la expedición, Habasa ibn Yúsuf, se apoderó de Sirte, Ajdabiya y Barca, en la Cirenaica. En esta última infligió la primera derrota a las fuerzas egipcias abasíes que acudieron para socorrer la plaza en marzo. Ese mismo año, antes de la llegada de nuevas fuerzas al mando del heredero y futuro califa, Al-Qa'im, Ibn Yúsuf conquistó Alejandría. Este sufrió dos derrotas, en parte a causa de la temeridad de Ibn Yúsuf, que obligaron a poner fin a la campaña, abandonar los territorios egipcios conquistados, y regresar al Magreb. El revoltoso general fue ajusticiado por Al-Mahdi a su vuelta. La autoridad fatimí se sumió en crisis: la Cirenaica se hallaba en rebelión al igual que Sicilia y Trípoli intentó también sublevarse; los jariyíes continuaban agitando en contra del nuevo califa. La segunda tentativa de conquista se emprendió en mayo del 919, con varios grupos bereberes y beduinos; en julio-agosto, la vanguardia fatimí alcanzó Alejandría, que había sido abandonada por su guarnición. La campaña la mandaba nuevamente Al-Qa'im, que avanzó una vez más hacia Fayum. Pronto llegó, sin embargo, un ejército de socorro abasí, y en marzo la flota de Al-Qa'im fue destruida por una escuadra abasí venida de Tarso cerca de Rosetta, que a continuación recuperó Alejandría, amenazando la posición de Al-Qa'im. Este, cuyo ejército estaba debilitado por la peste, optó por retirarse al Magreb. El fracaso de esta segunda expedición determinó que no se intentase de nuevo la empresa hasta mucho después, el 969.
En el oeste magrebí, el lugarteniente miknasí de los fatimíes, Masala ibn Habus, fue el encargado de extender la autoridad del califa. Conquistó el Emirato de Nekor en el 917, que sus señores salihíes recobraron dos años después. Venció al idrisí Yahya IV en el 922 y 923, privándolo de Fez y luego conquistó Siyilmasa. En el 924 y 925, por el contrario, la suerte fue contraria a las armas fatimíes en la región: fueron derrotadas por el idrisí al-Hayam al-Hasan ben Muhammad ben al-Qasim y por un jefe Magrawa y perdieron Fez y Tahart. A partir del 927 su fortuna volvió a mejorar: recobraron Fez de manos de los idrisíes, a los que expulsaron al norte marroquí, recobraron y arrasaron Nekor, vasalla de los omeyas cordobeses. Cuando los omeyas se apoderaron de Ceuta en el 931, Musa ibn Abi l-Afiya cambió de bando y se pasó a estos; el califa fatimí reaccionó enviando contra él al valí de Tahart, que lo venció y le arrebató Fez.
Mientras, en el 918, los fatimíes habían arrebatado a los bizantinos Regio mediante un asalto nocturno, si bien no prosiguieron la conquista de Calabria, sino que se concentraron en extenderse hacia el este, hacia Egipto. Las incursiones por el sur de Italia se reanudaron tras el fracaso de la segunda expedición egipcia: en el 922-923 conquistaron una fortaleza cercana a Reggio; al año siguiente, transportaron un gran ejército a Sicilia, en abril del 924 corrió la comarca de Tarento. Los acuerdos entre bizantinos y fatimíes, que incluyeron el pago de un tributo por parte de los segundos a los primeros a partir del 917, no pusieron fin a las correrías. En el 927-28, hubo una nueva incursión fatimí en Calabria. En mayo-junio del 928, una flota fatimí saqueó Tarento, aunque no pudo conservarlo a causa de una epidemia que se extendió entre las fuerzas invasoras. Pese a la tregua bizantino-fatimí que siguió al pillaje, en el 928 otra flota fatimí recorrió el mar Tirreno y exigió rescate a Salerno y Nápoles; en el 929, se produjo la primera batalla naval de importancia en la zona, que concluyó con la victoria del almirante fatimí sobre el gobernador militar bizantino de Calabria. Los años siguientes, empero, no hubo más enfrentamientos entre los dos Estados.
La siguiente expedición naval fatimí tuvo por objetivo Génova, que fue saqueada en el 934, y Córcega y Cerdeña, cuyas costas corrió la escuadra del califa.

##### Al-Qa'im
Sus fuerzas recobraron Fez, perdida durante algunos meses, en el 935. Otro ejército suyo recobró Nekor en septiembre del mismo año. Los idrisíes reconocieron su autoridad. Comenzó a atraerse el favor de los bereberes cenhegíes para contrarrestar el poder de los cenetes, cada vez más cercanos a su enemigo omeya.
Tras la revuelta de los kutama en el 912, el segundo califa, Al-Qa'im, tuvo que enfrentarse a una nueva amenaza interna, la rebelión jariyí de Abu Yazid (conocido como «el hombre del asno») en el 943, que recibió el apoyo de los enemigos occidentales de la dinastía, los omeyas cordobeses. El levantamiento fue la mayor amenaza que afrontaron los fatimíes durante su etapa magrebí y perduró hasta el año 947. La contienda entre el califa y Abu Yazid se desarrolló en tierra, ya que este carecía de barcos, pero los fatimíes sí que utilizaron su armada, principalmente para abastecer la capital desde Sicilia y Trípoli cuando los rebeldes la cercaron, aunque también para hostigar los puertos dominados por Abu Yazid. Este, que llevaba predicando desde el 928-929, se alzó contra los fatimíes con gran respaldo bereber en el 943 y rápidamente se apoderó de las ciudades más importantes de Ifriqiya (Beja, Túnez, Raqqada y Kairuán) y en enero del 945 puso cerco a Mahdía, donde el califa había buscado refugio. Venció repetidamente a los ejércitos fatimíes.
Al tiempo que los fatimíes se hallaban enfrascados en aplastar el peligroso alzamiento de Abu Yazid, los bizantinos aprovecharon sus aprietos para fomentar otra rebelión en Sicilia. Esta fue sofocada después del fracaso del levantamiento de Abu Yazid. Al-Qa'im falleció antes de que esto ocurriera, en el 946.

##### Al-Mansur
Fue el tercer califa de la dinastía —Isma'il al-Mansur Bi-Nasrillah, que reinó del 946 al 953— el que consiguió aplastar el alzamiento de Abu Yazid, hazaña por la que adoptó el título de al-mansur bi-nasr allah («el Victorioso por la Victoria de Dios»). Ismaíl ascendió al trono en un momento de crisis, pero logró derrotar a Abu Yazid, en parte por la tardanza omeya en sostener a este; cuando la flota cordobesa llegó al Magreb oriental en el 947, los fatimíes ya habían desbaratado la rebelión y puesto en fuga a Abu Yazid. Las tribus bereberes que se habían unido al rebelde lo abandonaron en gran medida al fracasar el asedio de Mahdía. El cabecilla fue apresado por las fuerzas fatimíes en marzo del 947 y falleció pocos meses después. Ismaíl se proclamó califa el día que mandó ejecutar y humillar a Abu Yazid —fue desollado, y su pellejo relleno paseado para vejarlo en público, acosado por monos amaestrados—. La dinastía presentó esta victoria como prueba de legitimidad, tanto de la dinastía como de su doctrina religiosa, y a Abu Yazid como el Anticristo, figura cuyas fechorías debían preceder a la aparición del mesías y que debía ser derrotado por este. En su campaña de recuperación territorial primero conquistó Tiaret y en enero de 948 retomó Kairuán.
En el 950-951, los fatimíes realizaron una nueva incursión contra Reggio, quizá en represalia por las maquinaciones bizantinas en Sicilia de los años anteriores. En el 951 se apoderaron del jefe de la flota enemiga y de varios de sus navíos, pero no pudieron explotar esta ventaja y poco después se volvió a firmar la paz entre las dos potencias.
Ismaíl comenzó además la construcción de una nueva capital —circular, a imitación de la abasí de Samarra—, Al-Mansuriya. Cambió además la acuñación de moneda que, a partir de entonces, se realizó dejando una inscripción central rodeada de tres bandas concéntricas.

##### Al-Muizz (etapa magrebí)
El cuarto califa, Ma'ad al-Muizz Li-Dinillah, que reinó entre el 953 y el 975, redujo la propaganda mesiánica en la que se había apoyado la dinastía en los primeros años. La llegada del mesías ya no se tenía por inminente. Este califa continuó la construcción de Al-Mansuriya, que había comenzado su padre en el 946-947. Modificó una vez más la forma de las monedas que se acuñaban en el territorio fatimí, cambiando la inscripción central por un punto con una inscripción chiita alrededor, manteniendo las tres bandas concéntricas características.
En el 955-956 se produjo uno de los pocos enfrentamientos directos entre fatimíes y omeyas, que guerreaban mediante el uso de sus reyezuelos vasallos respectivos. Un barco fatimí que transportaba correspondencia desde Sicilia fue apresado por otro perteneciente a Abderramán III, lo que suscitó la rápida represalia de la escuadra fatimí, que arrasó por sorpresa la base naval enemiga en Almería. Los omeyas reaccionaron enviando una gran flota contra el puerto de La Calle y a Susa.
Los intentos de los bizantinos de aprovechar la rivalidad entre los dos califatos para debilitar a los fatimíes mediante una liga con los omeyas originó una nueva serie de escaramuzas navales en torno a Sicilia, que concluyeron con una nueva tregua acordada en el 957-958. La nueva tregua se mantuvo pese a la invasión bizantina de Creta en el 960; aunque los cretenses solicitaron el socorro del califa fatimí —y de los egipcios—, este se limitó a amenazar en vano al emperador y no envió fuerzas en auxilio de la isla, que cayó en manos de los invasores tras diez meses de campaña. En el 964, las hostilidades se reanudaron a causa de la invasión bizantina de Sicilia. Los navíos bizantinos fueron incendiados por buceadores y al año siguiente las tropas terrestres fueron vencidas por los fatimíes; esto impelió a los bizantinos a solicitar una nueva paz en el 966-967, que el califa concedió para poder concentrarse en la conquista de Egipto.
En el Magreb occidental, una gran campaña de varios de los vasallos de Al-Muizz y de uno de sus generales concluyó en el 959 con la conquista de todo el territorio a excepción de Ceuta y Tánger, que conservaron los omeyas.
A partir del 965 y previendo la muerte sin herederos del señor de Egipto, el ijshidí Kafur, eunuco negro, Al-Muizz emprendió los preparativos para adueñarse de la región. Al fallecer por fin Kafur en abril del 968, se presentó la deseada oportunidad: Egipto fue conquistado con facilidad, con la colaboración de gran parte de sus notables. A diferencia de los dos intentos anteriores de conquista a principios de siglo, esta vez los abasíes no pudieron intervenir para evitar que sus enemigos magrebíes se adueñasen del territorio. Para entonces los ejércitos fatimíes eran además mucho más poderosos que a comienzos del siglo, merced al menos en parte al control de parte del comercio transahariano de oro. El 5 de julio del 969, el general a cargo de la conquista, Chauhar al-Siqilí entró en Fustat. El traslado del califa al nuevo territorio conquistado, se verificó mucho más tarde: al-Muizz llegó a Egipto el 10 de junio del 973.
Dos años antes, en el 971, los ejércitos fatimíes habían emprendido ya la conquista del Levante, en el que los bizantinos estaban recobrando territorio (reconquistaron Chipre y Tarso en el 965 y poco después Antioquía). Los principales choques entre las dos potencias mediterráneas acontecieron en el norte de la región en disputa. Las principales instalaciones de la Armada fatimí, sin embargo, no se encontraban en el Levante ni en la costa egipcia, sino cerca de Fustat, para evitar la incursiones bizantinas. Durante los cuatro reinados siguientes, las operaciones navales se limitaron principalmente al apoyo de las tropas de tierra en el Levante y el norte de Mesopotamia. El dominio del Mediterráneo occidental pasó en la segunda mitad del siglo X a los bizantinos.

##### Disputa por el control del Magreb
El califato fatimí creció para incluir Sicilia y extenderse a través del Norte de África desde el océano Atlántico a Libia. El control de Abdullah al-Mahdi pronto se extendió sobre todo el centro del Magreb, un área que consiste en los actuales países de Marruecos, Argelia, Túnez y Libia, que gobernó desde Mahdía, su capital de nueva construcción en Túnez. Al-Mansuriya, o Mansuriyya (árabe: المنصوريه), cerca de Kairuán, Túnez, fue la capital del califato fatimí durante los reinados de los imanes Isma'il al-Mansur Bi-Nasrillah (r. 946-953) y Ma'ad al-Muizz Li-Dinillah (r. 953-975).
En su expansión hacia el oeste, los fatimíes amenazaban las rutas comerciales que desde el centro del Sáhara traían oro y esclavos a al-Ándalus, una de las razones —además de la diferencia religiosa— que les hizo enfrentarse a los omeyas andalusíes. En el 921, los fatimíes se apoderaron temporalmente de Siyilmasa, uno de los centros del comercio transahariano y que, incluso tras dejar de gobernarla directamente, aportaba gran parte de los ingresos del califato (la mitad de los ingresos tributarios en el 951). La lucha entre las dos dinastías continuó hasta el traslado de la capital fatimí a Egipto en el 969.
En el 955, la flota fatimí asaltó a la omeya en Almería y le infligió graves daños.

#### Periodo egipcio

##### Conquista de Egipto
Bajo Ma'ad al-Muizz Li-Dinillah, Chauhar al-Siqilí conquistó Egipto a la dinastía ijshidí, y fundó una nueva capital al norte de Fustat, Al-Qáhira (El Cairo) en el año 969. El nombre era una referencia al planeta Marte, «el Invicto», que se veía en el cielo en el momento en el que comenzó la construcción de la ciudad. El Cairo fue concebido como un recinto real para el califa fatimí y su ejército, aunque la capital administrativa y económica real de Egipto fue la ciudad de Fustat hasta 1169. Después de Egipto, los fatimíes siguieron la conquista de los alrededores hasta que gobernaron desde Túnez a Siria, así como Sicilia. Una vez fundado El Cairo, el interés político de los fatimíes se trasladó al Oriente Próximo, donde fueron la potencia musulmana dominante hasta la llegada a la región de los turcos selyúcidas un siglo más tarde. La conquista, preparada durante años, había sido facilitada por la actividad de los propagandistas fatimíes, que se habían infiltrado en el país.
Con la conquista del 969, comenzó el largo gobierno fatimí de Egipto, que duró doscientos dos años. Los fatimíes impusieron su ismailismo como religión del Estado, pero no lograron convertir al grueso de la población egipcia, que siguió fiel a la variante suní del islam. La fe oficial influyó especialmente en la aplicación de la justicia y en las fiestas públicas.
Bajo los fatimíes, Egipto se convirtió en el centro de un imperio que incluía en su apogeo el norte de África, Sicilia, Palestina, Jordania, Líbano, Siria, la costa africana del mar Rojo, Tihamah, Heyaz y Yemen. Egipto floreció, y los fatimíes desarrollaron una extensa red comercial en el Mediterráneo y el océano Índico. Su comercio y relaciones diplomáticas se extendieron hasta China y su dinastía Song, y finalmente determinaron el rumbo económico de Egipto durante la Alta Edad Media. El enfoque fatimí en el comercio a larga distancia fue acompañado por una falta de interés en la agricultura y un abandono del sistema de riego del Nilo.

##### Al-Muizz (etapa egipcia)
Inmediatamente después de adueñarse de Egipto, los fatimíes comenzaron a extender su autoridad también por la costa levantina. Entre el 970 y el 975, se apoderaron de Ascalón, Jaffa, Acre, Tiro, Sidón, Beirut y Trípoli. Al mismo tiempo, trataron de adueñarse de las principales ciudades del interior, como Damasco. Los bizantinos a su vez invadieron la región en el 975 y les arrebataron temporalmente Beirut, aunque no pudieron hacer lo mismo con Trípoli.
Al poco de adueñarse de Egipto, un emisario fatimí viajó al sur para reclamar para su señor los beneficios del Bakt a los soberanos nubios.

##### Al-Aziz
Durante su reinado (975-996), se reformó el ejército, que comenzó a integrar a soldados turcos, tanto libres como esclavos. Combatían principalmente como arqueros y jinetes, a diferencia de los bereberes que habían compuesto hasta entonces parte del ejército. El origen del aumento de los soldados turcos en los ejércitos fatimíes databa de la victoria de estos sobre Alptakin en el 978, que en el 975 había colaborado en la rebelión de Damasco contra el califa. El rebelde, sometido tras su derrota a al-Aziz, fue el encargado de introducir a los nuevos soldados de origen oriental —turcos pero también persas— en las fuerzas de su nuevo señor. Estos eran tanto hombres libres como esclavos (ghilman).
En el 991, sus ejércitos se apoderaron de Damasco, que conservaron pese a la derrota sufrida a manos de los bizantinos a finales del 995 durante el sitio de Alepo.
Al final de su reinado, en el 996, envió una flota a sostener al gobernador de Damasco, al que los bizantinos habían vencido en septiembre-octubre del año anterior.

##### Al-Hákim
Sucedió a su padre muy joven, con poco más de once años, por lo que quedó a cargo de un notable kutamí que trató de restablecer la preeminencia de sus compatriotas bereberes, lo que desencadenó la reacción de las nuevas tropas turcas, que lograron apartarlo del poder. El gobierno pasó a un eunuco blanco de Al-Aziz hasta que este fue asesinado en el año 1000, momento en el que el califa tomó las riendas del poder. El reinado de este califa estuvo caracterizado por las luchas intestinas y el terror. Los jefes kutamíes fueron ajusticiados y la represión a la que se sometió a los bereberes originó una rebelión (1005-1006).
El resurgimiento bereber de los primeros años de su reinado originaron la rebelión de Damasco, que gobernaba un turco. El ejército enviado desde Egipto para aplastar el levantamiento batió a los damascenos cerca de Ascalón en el 997 y pocos meses después alcanzó la ciudad. Mientras, estalló una nueva rebelión en Tiro, que los fatimíes sofocaron en mayo-junio del 998, antes de vencer cerca del río Orontes a un ejército bizantino que había penetrado en la región. A continuación, el mismo ejército recuperó Damasco y eliminó a los rebeldes, aunque a partir de entonces el control califal de la ciudad fue precario. Pese a ello, el poderío militar fatimí en el Levante decayó a principios del siglo XI y una rebelión que se extendió por la zona entre el 1010 y el 1014 dejó Palestina a merced de las correrías de los beduinos.
En el 1005 un caudillo libio se rebeló contra el califa, y tras derrotar a varios ejércitos que se enviaron contra él, sitió El Cairo durante algún tiempo, hasta que pudo ser vencido al año siguiente.
Al-Hákim perdió finalmente el poder a raíz de una conspiración de su hermana Sitt al-Mulk, en la que esta gozó de la colaboración de algunos bereberes, enemistados con el califa. El soberano desapareció entre enero y febrero del 1021.

##### Al-Mustánsir
Al-Mustánsir, cuya madre era una esclava negra, obtuvo el trono en el 1036 merced a la habilidad del que luego fue su visir durante dieciocho años, que sobornó a los soldados. La rivalidad entre el mercader que había vendido a su madre a Az-Zahir, su progenitora y su tercer visir, en teoría criatura de los dos primeros pero empeñado en reducir el poder de sus protectores, desató una grave crisis político-militar en el califato, que el débil Al-Mustánsir fue incapaz de resolver. Los rivales por el poder emplearon las tensiones entre soldados bereberes y turcos para acaparar el poder, desencadenando choques entre ellos.
En el 1048-1049, el califato perdió definitivamente el control de Ifriqiya. En el Levante, las expediciones del 1045-1046 y del 1048-149 fueron costosas y poco fructíferas.
En el 1059 uno de los jefes militares de Bagdad proclamó su sumisión al califa fatimí. Ante la imposibilidad de ayudarlo mediante el envío de un ejército para imponer por fin la ansiada autoridad en Mesopotamia, se mandó a un predicador fatimí con una suma fabulosa, que menguó notablemente el tesoro califal. Esa misma década, el Gobierno había tenido que repeler las incursiones beduinas en Behera (1052-1053) y el país había sufrido varios años de hambrunas (1052-1055) a causa de las exiguas crecidas del Nilo. La crisis produjo copiosas muertes y redujo los ingresos por impuestos. Los apuros del califa culminaron en el 1058-1049, cuando la destitución del visir, que llevaba en el puesto unos ocho años y fue acusado de tratar con Tugrïl Beg, sumieron a la Administración Pública en el caos. El Gobierno central comenzó a perder el control de las provincias y con ellas, parte de sus ingresos. A partir de entonces, hubo un relevo frecuente y continuo en el cargo de visir y se multiplicaron los enfrentamientos entre tropas negras y turcas (1062-1067). En estas luchas intestinas, los turcos llevaron la mejor parte y comenzaron a favorecer claramente sus intereses; los intentos de los negros por impedirlo fracasaron y finalmente, tras ser derrotados, huyeron al Alto Egipto. A continuación los turcos, cuyo poder no dejaba de crecer, comenzaron a apoderarse directamente de los ingresos estatales y a dedicarse a eliminar definitivamente a sus rivales. En Alejandría lo lograron, pero no así en el Alto Egipto, donde las fuerzas negras resistieron las acometidas.
Las rencillas entre distintos grupos turcos permitieron al califa coligarse con algunos de ellos y expulsar a la principal facción de la capital, pero al precio de perder por completo el poder y sufrir el saqueo de sus aliados. Tras nuevos combates, el califa quedó sometido a su rival en el 1071-1072; únicamente las nuevas disensiones entre los vencedores, que temían una intervención extranjera en el califato, le permitieron deshacerse de aquel, que fue asesinado en marzo-abril del 1073 por sus antiguos socios. Al-Mustánsir llamó en su ayuda a Badr al-Jamali, el más poderoso gobernador fatimí del Levante, que en el 1073-1074 acudió en su socorro e restableció el orden gracias a su propio ejército y a la colaboración de parte de la población, harta del desorden en el que se había sumido Egipto. Al-Jamali impuso la autoridad califal por la fuerza y cruentamente, pero logró desbaratar a los diversos adversarios de Al-Mustánsir: a los beduinos, las tropas negras del Alto Egipto y a los distintos grupos turcos que se disputaban el poder. En el 1077, aplastó un ejército selyúcida que había invadido el país en diciembre del año anterior por instigación de los exiliados que habían huido de sus purgas. Las tropas negras, que habían pactado con Al-Jamali, participaron en el desbaratamiento de la invasión selyúcida.

### Guerra civil y decadencia
Aunque el ejército en general resultaba victorioso en el campo de batalla, sus divisiones internas en torno a la cultura de sus componentes comenzaron a tener efectos negativos en la política interna fatimí. Tradicionalmente, el elemento bereber del ejército había disfrutado de la supremacía en los asuntos políticos del califato pero, según el elemento turco se hacía más poderoso, empezó a cuestionar esta situación; por añadidura, hacia el 1020 graves disturbios habían comenzado a estallar entre las tropas africanas negras, que se enfrentaban a una alianza bereber-turca en el seno de las fuerzas armadas fatimíes. El califa Al-Hákim había propiciado el ascenso de los soldados negros para acabar con los desmanes de los turcos. En el siguiente reinado, el de Al-Zahir, se multiplicaron los motines de las tropas negras, fundamentalmente debido a las penurias que pasaban en un momento de crisis interna del Estado.
Entre 1065 y 1072, el hambre hizo su aparición en Egipto. Mientras tanto, en 1062 y otra vez en 1067, la lucha entre la tropa turca y sudanesa término en una en guerra abierta, concluyendo en una victoria para los turcos y sus aliados bereberes. Los bereberes en Egipto deliberadamente agravaron los problemas del país, destruyendo los terraplenes y los canales, y buscando la manera de reducir las capitales y los distritos vecinos por el hambre. Makrizi ve en este incidente el principio de la crisis en Egipto, que él refiere por las denominaciones, el desorden (fitna), la guerra civil (al-shidda al-mashhura), la corrupción del estado (fasad ad-dawla) y los días de la calamidad y de la penuria (ayyam al-shidda wal ghala).
En 1072, el califa fatimí Al-Mustánsir, en un intento desesperado por salvar a Egipto, convocó al general Badr al-Jamali, que era en ese momento gobernador de Acre. Badr al-Jamali condujo a sus tropas a Egipto y fue capaz de reprimir con éxito a los diferentes grupos de los ejércitos rebeldes, en gran parte para purgar a los turcos en el proceso. Aunque el Califato se salvó de la destrucción inmediata, la larga década de rebelión devastó Egipto y nunca fue capaz de recuperar su antiguo poder. Como resultado, Badr al-Jamali también se hizo el visir del califa fatimí, convirtiéndose en uno de los primeros visires militares ("Amir al Juyush", en árabe: امير الجيوش, comandante de las fuerzas de los fatimíes) que dominarían más tarde la política fatimí. La mezquita Al-Jam`e Al-Juyushi (árabe: الجامع الجيوشي, La Mezquita de los Ejércitos), o Mezquita de Juyushi, fue construida por Badr al-Jamali. La mezquita se completó en 478 H / 1085 d. C. bajo el patrocinio del entonces califa e imán Ma'ad al-Mustánsir. Fue construida en un extremo de la Mokattam, asegurando una vista de la ciudad de El Cairo. Esta Mezquita/mashhad también era conocida como un monumento de la victoria que conmemora la restauración del visir Badr y el fin para el Imán Mustánsir. Como los visires militares se convirtieron efectivamente en jefes de Estado, el propio califa se redujo al papel de una figura decorativa. El hijo de Badr al-Jamali, Al-Afdal Shahanshah, le sucedió en el poder como visir.
Después de que el califa Al-Mustánsir muriera, la secta Nizari hace de su hijo Nizar su sucesor, mientras que otra rama ismailí conocida como el Mustaali (de quien finalmente desciende el Dawoodi Bohra), apoya a su otro hijo, Al-Musta'li. La dinastía fatimí continuó con Al-Musta'li tanto como Imán y Califa, y con la posición conjunta hasta el imán XX, Al-Amir Bi-Ahkamillah (1132 d. C.). A la muerte del imán Amir, una rama de la fe Mustaali afirmó que había transferido el Imanato a su hijo Al-Tayyib Abi l-Qasim, que entonces tenía dos años de edad. Otra facción afirmó que Amir murió sin un heredero, y apoyo al primo de Amir al-Hafiz ya que él se proclamó legítimo califa e imán. La facción de al-Hafiz se convirtió en los ismaelitas Hafizi. Los partidarios de Tayyeb se convirtieron en los ismailíes tayyibies. La afirmación de Tayyeb al Imanato fue aceptada por la Hurratu l-Malika ("La Noble Reina") Arwa al-Sulayhi, la Reina de Yemen. Arwa fue designada hujjah (o, piadosa señora santa), el más alto rango en el Dawat yemení, por Al-Mustánsir en 1084. Bajo la reina Arwa, el Dai al-Balagh (intermediario entre el imán de El Cairo y la sede local) Lamak ibn Málik y luego Yahya ibn Lamak trabajaron por la causa de los fatimíes. Después de la reclusión del imán Taiyab Dai fue determinado cargo independiente por la reina Arwa, y fueron llamados Dai al-Mutlaq. El primer Dai Mutlaq fue Syedna Zoib, Dai común de todos los Taybians.

### Decadencia y caída

Extensión del califato fatimí en el 1025, durante su periodo egipcio.

En 1042, los bereberes ziríes (gobernadores del norte de África dentro del Estado fatimí) abandonaron la confesión chií y reconocieron al califa abasí de Bagdad, lo que llevó a que los fatimíes enviaran a los Banu Hilal a castigarlos. Después de aproximadamente 1060, los fatimíes solo mantenían la costa del Levante y partes de Siria, pero su dominio de esos territorios finalizó con las invasiones de los turcos selyúcidas en 1073 y los cruzados durante la Primera Cruzada en 1099; el territorio fatimí fue encogiéndose hasta que apenas lo componía Egipto. Los fatimíes perdieron gradualmente el Emirato de Sicilia bajo el ítalo-normando Roger I, que ya tenía control total sobre la isla en 1091.
La dependencia del sistema iqta también debilito a la autoridad central fatimí, a medida que más y más oficiales militares recibían tierras en los extremos más alejados del imperio y que se hacían semiindependientes, y eran a menudo una fuente de problemas.
Después de la decadencia del sistema político fatimí en la década de 1160, el gobernante zanguí Nur al-Din envió a su general Shirkuh a apoderarse de Egipto, objetivo que logró mediante el derrocamiento del visir Shawar en 1169. Shirkuh murió dos meses después de asumir el poder, y el Estado eligió sucesor a su sobrino, Saladino. Esto dio comienzo al Sultanato ayubí de Egipto y Siria.

## Administración y cultura
A diferencia de otros gobiernos del área, el ascenso fatimí en cargos de Estado dependía más del mérito que del linaje, los cohechos y las intrigas. Los miembros de otras ramas del islam, como los suníes, tenían tantas probabilidades de ser nombrados a puestos de gobierno como los chiíes. La tolerancia se extendía hasta los no musulmanes, como los cristianos y judíos que ocupaban los niveles más encumbrados del gobierno únicamente gracias a su capacidad. La tolerancia facilitó asimismo las contribuciones monetarias que servían para financiar el gran ejército califal en el que abundaban los mamelucos, traídos de Circasia por comerciantes genoveses. Hubo excepciones a esta actitud general de tolerancia, entre las que destacó la actitud de al-Hákim bi-Amrillah, figura controvertida.
Los califas de esta dinastía adquirieron fama de bibliófilos, protectores del saber y, algunos de ellos, autores de escritos. Su patrocinio de los estudios incluía la filosofía y la historia preislámica de los territorios que regían.
Los fatimíes también eran conocidos por sus exquisitas artes. Un tipo de cerámica, la loza dorada, fue frecuente durante la época fatimí. La Cristalería metalmecánica también era popular. La arquitectura fatimí utilizaba sillares de piedra y diferentes tipos de columnas, bóvedas (de arista), mocárabes y multitud de nichos. Muchos vestigios de la arquitectura fatimí existen hoy en El Cairo; los ejemplos más destacados incluyen la Universidad de Al-Azhar y la Mezquita Al-Hakim. La Universidad Al-Azhar fue la primera universidad en el este y tal vez la más antigua de la historia. La madrasa es una de las reliquias de la dinastía en la época fatimí de Egipto, los descendientes de Fátima, hija de Mahoma. Fátima se llamaba Az-Zahra (La Luminosa), y la madrasa fue nombrada en su honor. Fue fundada como una mezquita por el comandante fatimí Jawhar a las órdenes del califa Al-Muizz cuando fundó la ciudad de El Cairo. Era (probablemente sábado) Jamadi al-Awwal en el año 359 AH. Su construcción fue terminada el 9 de Ramadán del año 361 AH. Tanto Al-Aziz Billah y Al-Hákim bi-Amr Allah la ampliaron. Fue reparada, renovada y ampliada por Al-Mustánsir y Al-Hafiz li-Din Illah. Los Califas fatimíes siempre alentaron a estudiosos y juristas a tener sus círculos de estudio y reuniones en esta mezquita y así se convirtió en una universidad que tiene el derecho a ser considerada como la Universidad más antigua que aún funciona.
Los Califas fatimíes dieron posiciones prominentes a estudiosos en sus patios, alentando a los estudiantes, y las bibliotecas establecidas en sus palacios, por lo que los estudiosos podían ampliar sus conocimientos y obtener beneficios a partir de la obra de sus predecesores.
Quizás la característica más importante de la regla fatimí, fue la libertad de pensamiento y la razón extendida a las personas, que podían creer en lo que quisieran, siempre que no infrinjan los derechos de otros. Los fatimíes reservaron púlpitos separados para distintas sectas islámicas, donde los estudiosos expresaban sus ideas en cualquier manera que les gustaba. Dieron patrocinio a los estudiosos y los invitaron de cada lugar, gastaron dinero en ellos, incluso cuando sus creencias estaban en conflicto con las de ellos. La historia de los fatimíes, desde este punto de vista, es en realidad la historia del conocimiento, la literatura y la filosofía. Es la historia de la sagrada libertad de expresión.

## Sistema militar
El ejército fatimí estaba integrado en gran parte por guerreros de las tribus bereberes kutama traídos a la conquista de Egipto, y que siguieron siendo una parte importante de los ejércitos, incluso después de que Ifriqiya comenzara a independizarse. Después de su establecimiento en Egipto, parte de las fuerzas egipcias locales fueron también incorporadas al ejército, que quedó así formado por soldados norteafricanos cuyo origen abarcaba de Argelia a Egipto. En la etapa magrebí de la dinastía, también existían elementos de origen cristiano y negro en los ejércitos del califa, en parte heredados de los aglabíes. Durante los primeros reinados del periodo egipcio, los kutamíes siguieron desempeñando un papel fundamental en los ejércitos califales, y fueron los que llevaron el peso de la lucha contra las invasiones cármatas de Egipto en el 971 y el 973-974. Su pérdida de preeminencia comenzó con la conquista del Levante en el 968, en la que quedó patente sus limitaciones. Esto, el ingreso de nuevas fuerzas de origen oriental a partir del 978 y el fracaso del reclutamiento de más kutamíes en el 978-988 acentuaron la mengua de su estado, hasta entonces principal, en los ejércitos fatimíes.
Las tropas negras existían desde los primeros tiempos del califato, pero aumentaron notablemente durante el reinado del califa Al-Hákim.
Un cambio fundamental se produjo cuando el califa fatimí trató de penetrar en Siria —etapa previa a la ansiada conquista de Bagdad— en la segunda mitad del siglo X. Los fatimíes se enfrentaron con las fuerzas turcas que ahora dominaban al califa abasí y comenzaron a darse cuenta de los límites de su poder militar. Así, durante el reinado de Abu Mansur Nizar al-Aziz Billah y Al-Hakim bi-Amr Allah, el califa empezó a incorporar contingentes turcos y más tarde de africanos negros (más tarde incluso se utilizaron también tropas de otros orígenes, como armenios). Las unidades del ejército se formaban generalmente según criterios culturales; así, los bereberes formaban generalmente el grueso de las unidades de caballería y de exploradores de infantería, mientras que los turcos (conocidos como «mamelucos») se concentraban en las de arqueros a caballo y de caballería pesada. Los africanos negros, sirios y árabes se empleaban en general en los cuerpos de infantería pesada y arqueros de infantería. Tanto esta división por grupos culturales como el origen esclavo de muchas de las tropas sobrevivieron a la desaparición del Estado fatimí.
Los fatimíes pusieron todo su poder militar hacia la defensa del imperio cada vez que estaba amenazado por peligros y amenazas, que fueron capaces de repeler, especialmente durante el gobierno de Al-Muizz li-Din Illah. Durante su reinado, el Imperio Bizantino, gobernado por Nicéforo II, destruyó el Emirato musulmán de Chandax en 961 y conquistó Tartus, Al-Masaisah, 'Ain Zarbah, y otros lugares, para obtener el control completo de Irak y las fronteras sirias como así ganarse el sobrenombre de "Focas Muerte de los sarracenos". Pero Nicéforo tuvo menos éxitos en sus guerras en Occidente. Después de renunciar a pagar tributo a los califas fatimíes, envió una expedición a Sicilia bajo el mando de Nicetas (964-965), pero se vio obligado a abandonar totalmente la isla tras las derrotas en el mar y en tierra. En 967 hizo las paces con los musulmanes de Kairuán y se volvió contra el enemigo común de ambos, el Emperador del Sacro Imperio Romano Otón I, que había atacado las posesiones bizantinas en Italia; pero tras algunos éxitos iniciales, sus generales resultaron derrotados y recluidos a la costa meridional.